# Ditassa paranensis
Ditassa paranensis là một loài thực vật có hoa trong họ La bố ma. Loài này được Malme mô tả khoa học đầu tiên năm 1927.